# Aedes meprai
Aedes meprai är en tvåvingeart som beskrevs av Martinez och Prosen 1953. Aedes meprai ingår i släktet Aedes och familjen stickmyggor. Inga underarter finns listade i Catalogue of Life.